# Jean-Claude Flory
Pour les articles homonymes, voir Flory.
Jean-Claude Flory est un homme politique français, né le 7 mars 1966 à Valence (Drôme). Il est maire de Vals-les-Bains de 1993 à 2022, conseiller général et régional et député de la 3e circonscription de l'Ardèche de 2002 à 2012.

## Biographie
Jean-Claude Flory est titulaire d'un diplôme de cycle supérieur de spécialisation en aménagement de l'Institut d'études politiques de Lyon.
Sa carrière politique commence en septembre 1993, lorsqu'il est élu maire RPR de Vals-les-Bains lors d'une élection partielle où il bat le maire sortant et ancien député Jean-Marie Alaize. L'année suivante, il fait son entrée au conseil général comme conseiller général du canton de Vals-les-Bains. Lors des municipales de juin 1995, il est largement réélu maire face à nouveau Alaize. Tête de liste RPR en Ardèche lors des régionales de mars 1998, Jean-Claude Flory est élu conseiller régional et il le reste jusqu'en 2002. Candidat de l'UMP face à Stéphane Alaize, il est élu député le 16 juin 2002, pour la XIIe législature (2002-2007), de la 3e circonscription de l'Ardèche avec plus de 57 % des suffrages et son objectif est le désenclavement de l'Ardèche et de la Montagne ardéchoise. Fort de son bilan et de son implantation local, il est facilement réélu le 17 juin 2007 avec 55,59 % des suffrages face à la candidate socialiste Véronique Louis. L'année suivante, il conserve son mandat de maire de Vals, mais la vague rose de juin 2012 lui fait perdre son siège face à Sabine Buis, candidate du Parti socialiste, ne rassemblant que 48,77 % des suffrages (meilleur score de l'UMP dans le département). En décembre 2015, J-C Flory est élu conseiller régional dans la nouvelle grande région Auvergne-Rhône-Alpes. Il est aussi Président de la fédération Les Républicains Ardèche.

## Détail des fonctions et des mandats
Mandat parlementaire
- 18 juin 2002 - 19 juin 2012 : Député de la 3e circonscription de l'Ardèche

Mandat locaux
- 2 octobre 1993 - 11 février 2022 : Maire de Vals-les-Bains
- 27 mars 1994 - 18 mars 2001 : Conseiller général du canton de Vals-les-Bains
- 16 mars 1998 - 23 août 2002 : Conseiller régional de Rhône-Alpes
- 13 décembre 2015 - 27 juin 2021 : Conseiller régional d'Auvergne-Rhône-Alpes